# Paita
Paita è una città del Perù, capoluogo della provincia di Paita, situata nella regione di Piura.